# Trapiści

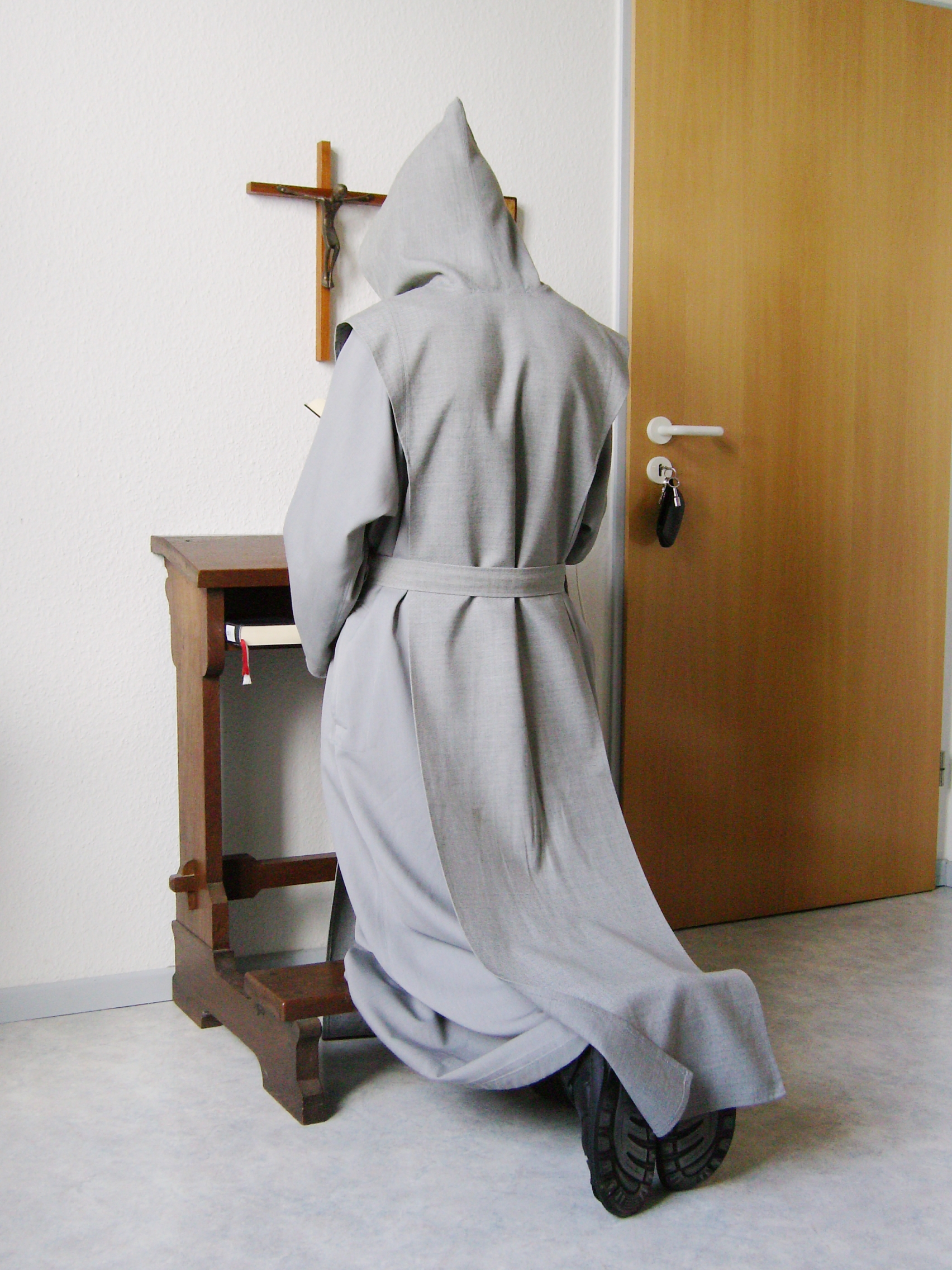
Trapista w czasie modlitwy.

Trapiści, właściwie Zakon Cystersów Ściślejszej Obserwancji (OCSO, Ordo Cisterciensis Strictioris Observantiae) – zakon katolicki istniejący pod tą nazwą od 1903 roku, wywodzący swoje początki z opactwa cysterskiego Notre-Dame de la Trappe w miejscowości Soligny-la-Trappe we Francji (południowa Normandia).
Zakon swoją nazwę wziął od opactwa Notre-Dame de la Trappe.

## Historia powstania zakonu
Klasztor La Trappe już od swego powstania był znany i bogaty, gdyż posiadał relikwie przywiezione z Palestyny. Przyciągały one wiernych i przysparzały dochodów. Opactwo jednak, wielokrotnie złupione, stało się biedne i popadło w ruinę. Jeszcze w średniowieczu za niezapłacenie podatku klasztor został obłożony klątwą przez papieża Bonifacego IX.
Na początku XVII w. większość zakonników opuściła ruiny opactwa. Pozostało kilku najbardziej wytrwałych indywidualistów oraz opat Marsollier. Ten jednak przestał zajmować się klasztorem, żył w samotności i z nikim nie rozmawiał, gdyż w ten sposób doznawał objawień. Pozostali mnisi postępowali podobnie. W 1662 roku do opactwa trafił samotny opat Armand Jean le Bouthillier de Rancé (według niektórych źródeł był opatem już od 1637 r.). Udało mu się częściowo skończyć z indywidualizmem w sprawach jedzenia i spania – mnisi jedli wspólnie w określonych porach i o określonej porze chodzili spać. Podjęli też prace na rzecz klasztoru, dzięki czemu stopniowo uporządkowano i odremontowano klasztor. Pozostałe obyczaje mnichów w dużym stopniu pokrywały się z wymogami pierwotnej reguły cysterskiej. Egzekwowano nakaz pracy i milczenia. W 1780 w klasztorze pojawił się Augustin de Lestrange, zwolennik kontemplacji i studiowania literatury kościelnej. W ten sposób w klasztorze La Trappe pojawiły się dwie główne zasady reguły trapistów (praca i kontemplacja). Ten rok uważa się za rok powstania zakonu trapistów.
Ponieważ Armand de Rancé nie zgadzał się na kontemplację i czytanie zamiast pracy, w 1785 doszło do rozłamu. Augustin de Lestrange opuścił klasztor zabierając ze sobą do Szwajcarii 21 mnichów podobnie myślących. W okresie rewolucji francuskiej trapiści musieli opuścić Francję, a przy okazji powstało kilka ich ośrodków w Europie. Po upadku Napoleona część mnichów wróciła do La Trappe. Około 1830 roku do trapistów należało 10 klasztorów męskich i 4 żeńskie. Formalnie jednak wszyscy należeli wciąż do cystersów. W 1847 papież Pius IX oficjalnie uznał dwie osobne kongregacje zakonne: jedną stosującą się do reguł ustalonych przez Armanda de Rancé i drugą stosującą się do zasad Augustina Lestrange’a. W 1892 r. za papieża Leona XIII połączono obie kongregacje w zakon zreformowanych cystersów. W roku 1894, po połączeniu trzech kongregacji (dołączono kobiecą), oficjalnie powstał odrębny zakon kontemplacyjny. W dniu 21 listopada papież Benedykt XVI nadał przywilej dla klasztoru trapistów w Mariawald (Diecezja Akwizgran) na pełny powrót do liturgii i obserwancji stosowanej przez ten zakon w latach 1963/64. Stosowny wniosek przedłożył Stolicy Apostolskiej opat tego klasztoru o. Josef Vollberg.

## Zwyczaje zakonne

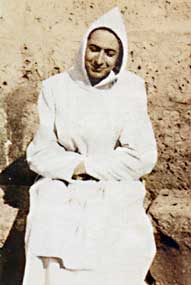
Święty Rafał Arnáiz Barón – hiszpański trapista.

Reguła zakonna opiera się na bardzo ścisłym przestrzeganiu reguły św. Benedykta. Uznaje się, że jest to najbardziej surowa reguła w Kościele katolickim. Zakłada pełną izolację od świata, klauzulę milczenia, posty, oddanie się modlitwie oraz pracy fizycznej. Mnichów obowiązuje także wielkie milczenie pomiędzy zakończeniem Komplety a śniadaniem. W ciągu dnia mnisi mogą porozumiewać się ze sobą, jakkolwiek jest to ograniczone do minimum. Siedem razy dziennie zbierają się w kościele na oficjum brewiarzowym, które celebrowane jest w oparciu o Regułę świętego Benedykta (obrządek cysterski). W Wielki Piątek chodzą boso, a w okresie Wielkiego Postu w każdą środę zachowują pełny post. Reguła też wymaga dbałości o higienę oraz bezwzględnego stosowania się do zaleceń leczniczych właściwego zakonnika.
Niektóre klasztory trapistów (np. Abbaye de Saint-Sixte) słyną z wyrabiania mocnego piwa (6–10% zawartości alkoholu), o charakterystycznym smaku, szczególnie popularnego w Belgii. Znakami rozpoznawczymi tego piwa są charakterystyczne logo oraz informacja, iż część dochodu uzyskanego z jego sprzedaży będzie przeznaczona na wspieranie biednych.
Do zakonu tego należeli m.in. Thomas Merton i św. Rafał Arnáiz Barón (kanonizowany 11 października 2009 przez Benedykta XVI). Trapistą pochodzącym z Polski jest Michał Zioło, poeta i eseista.